# قائمة سفراء إسرائيل لدى مصر
بدأ تعيين السفراء الإسرائيليين لمصر منذ توقيع معاهدة السلام المصرية الإسرائيلية، وأقيمت العلاقات الدبلوماسية بين مصر وإسرائيل في 26 فبراير 1980 وكان أول سفير هو إلياهو بن إليسار.

## قائمة السفراء
- إلياهو بن إليسار (1980-1981)
- موشيه ساسون (1981-1988)
- شمعون شامير (1988-1991)
- إفرايم دويك (1991-1992)
- دافيد سلطان (1992-1996)
- تسفي مزئيل (1996-2001)
- جدعون بن عامي (2001-2003)[2]
- إيلي شاكيد (يناير 2004-2005)
- شالوم كوهين (2005-2009)
- إسحاق لفنون (نوفمبر 2009 - ديسمبر 2011)
- ياكوف عميتاي (ديسمبر 2011 - 14 سبتمبر 2014)
- حاييم كورين (14 سبتمبر 2014 – أكتوبر 2018)
- أميرة أورون (أكتوبر 2018 - يونيو 2019)
- أيوب قرأ (يونيو 2019 - أكتوبر 2020)
- أميرة أورون (سبتمبر 2020 - لا تزال في المنصب)